# Granulifusus amoenus
Granulifusus amoenus là một loài ốc biển, là động vật thân mềm chân bụng sống ở biển trong họ Fasciolariidae.